# Altaussee
Altaussee – uzdrowiskowa gmina w Austrii, w kraju związkowym Styria, w powiecie Liezen. Liczy 1879 mieszkańców (1 stycznia 2017).